# Г'яца
29°08′36″ пн. ш. 92°35′29″ сх. д. / 29.14325° пн. ш. 92.59131° сх. д.
Г'яца (кит. 加查县, пін. Jiāchá Xiàn, трансліт. Gyaca) — один із повітів КНР у складі префектури Шаньнань, Тибетський автономний район. Адміністративний центр — містечко Г'яца.

## Географія
Г'яца розташовується у середній течії Ярлунг-Цангпо; у середньому лежить на висоті близько 4000 метрів над рівнем моря.

### Клімат
Повіт лежить у зоні висотної поясності: одні його частини характеризуються океанічним кліматом субтропічних нагір'їв, тоді як інші — континентальним субарктичним кліматом. Найтепліший місяць — липень із середньою температурою 16,9 °C. Найхолодніший місяць — січень, із середньою температурою 0,5 °С.
| Клімат повіту Г'яца                                | Клімат повіту Г'яца | Клімат повіту Г'яца | Клімат повіту Г'яца | Клімат повіту Г'яца | Клімат повіту Г'яца | Клімат повіту Г'яца | Клімат повіту Г'яца | Клімат повіту Г'яца | Клімат повіту Г'яца | Клімат повіту Г'яца | Клімат повіту Г'яца | Клімат повіту Г'яца | Клімат повіту Г'яца |
| Показник                                           | Січ.                | Лют.                | Бер.                | Квіт.               | Трав.               | Черв.               | Лип.                | Серп.               | Вер.                | Жовт.               | Лист.               | Груд.               | Рік                 |
| Середній максимум, °C                              | 10,9                | 13,3                | 16,1                | 18,9                | 22,1                | 25,1                | 24,6                | 24                  | 22,9                | 20,2                | 16,1                | 12,1                | 18,9                |
| Середня температура, °C                            | 0,5                 | 3,5                 | 7                   | 10,1                | 13,6                | 16,7                | 16,9                | 16,4                | 14,9                | 10,7                | 5,1                 | 1                   | 9,7                 |
| Середній мінімум, °C                               | −7,9                | −5,1                | −0,9                | 3                   | 7,1                 | 11,2                | 12,3                | 11,8                | 10,1                | 3,8                 | −2,8                | −7                  | 3                   |
| Норма опадів, мм                                   | 1.2                 | 2.4                 | 10.4                | 24                  | 44.3                | 84.8                | 149.6               | 124.2               | 66.9                | 13.5                | 2.7                 | 0.4                 | 524.4               |
| Вологість повітря, %                               | 32                  | 33                  | 39                  | 46                  | 53                  | 60                  | 69                  | 69                  | 67                  | 53                  | 40                  | 36                  | 50                  |
| -------------------------------------------------- | ------------------- | ------------------- | ------------------- | ------------------- | ------------------- | ------------------- | ------------------- | ------------------- | ------------------- | ------------------- | ------------------- | ------------------- | ------------------- |
| Джерело: Дані метеостанції №56307 (КНР, 1991-2020) |                     |                     |                     |                     |                     |                     |                     |                     |                     |                     |                     |                     |                     |